# Томко, Сара
Сара Томко (англ. Sara Tomko; родилась 19 октября 1983, Дейтон, Огайо, США) — американская актриса, известная в первую очередь благодаря роли Асты в сериале «Засланец из космоса».

## Биография
Сара Томко родилась в 1983 году на военной базе близ города Дейтон (Огайо) в семье военных с польскими и словацкими корнями. Она утверждает, что является к тому же потомком коренных американцев, но о её принадлежности к какому-то конкретному племени ничего не известно. Томко выросла в городе Манассас (Виргиния), в 2005 году окончила Университет Джеймса Мэдисона, получив степень бакалавра театра и танца, позже училась актёрскому мастерству в Лос-Анджелесе.
Ещё в университете Томко начала играть в театре, в 2008 году получила первую большую роль в кино («Путешествие в страну динозавров»). В 2021 году вышел первый сезон сериала «Засланец из космоса», где Томко сыграла роль первого плана. Она появлялась в сериалах «Однажды в сказке», «Спецназ города ангелов», «Оставленные», в фильмах «Терминаторы», «400 дней» и др.
В 2021 году Томко стала женой режиссёра Теодора Педерсена.

## Фильмография
| Год       |   | Русское название                | Оригинальное название              | Роль                 |
| --------- | - | ------------------------------- | ---------------------------------- | -------------------- |
| 2008      | ф | Путешествие в страну динозавров | Journey to the Center of the Earth | Бетси Кейс           |
| 2008      | ф | 2012: Судный день               | 2012: Doomsday                     | Ваканна              |
| 2009      | ф | Терминаторы                     | The Terminators                    | Пэллас               |
| 2012      | ф | Экстракты                       | Extracted                          | Минни                |
| 2015      | с | Оставленные                     | The Leftovers                      | женщина              |
| 2015      | ф | 400 дней                        | 400 Days                           | репортёр             |
| 2016—2016 | с | Разбивающая сердца              | Heartbeat                          | доктор Блэкхорс      |
| 2017—2017 | с | Сын                             | The Son                            | Лена                 |
| 2017      | с | Однажды в сказке                | Once Upon a Time                   | Тигровая Лили        |
| 2018—2018 | с | Спецназ города ангелов          | S.W.A.T.                           | офицер Донна Джентри |
| 2018—2018 | с | Подлый Пит                      | Sneaky Pete                        | Сьюзен               |
| 2021      | с | Засланец из космоса             | Resident Alien                     | Аста Твелвтрис       |